# Circles (Post Malone)
Circles is een nummer van de Amerikaanse zanger Post Malone, uitgebracht bij Republic Records op 30 augustus 2019, als de derde single van Malone's derde album Hollywood's Bleeding. De muziekvideo werd uitgebracht op 3 september 2019.

## Promotie
Post Malone zong het nummer voor het eerst tijdens zijn Bud Light Dive Bar Tour-show in New York op 5 augustus, waar hij beweerde dat het de volgende week zou worden uitgebracht. Een fragment van de track werd dezelfde dag op het YouTube-kanaal van Malone geplaatst. Ook gaf hij een voorvertoning van het nummer in augustus 2019 op de Tonight Show Starring Jimmy Fallon.

## Hitnoteringen

### Nederlandse Top 40
| Hitnotering: 14-09-2019 t/m 29-02-2020 | Hitnotering: 14-09-2019 t/m 29-02-2020 | Hitnotering: 14-09-2019 t/m 29-02-2020 | Hitnotering: 14-09-2019 t/m 29-02-2020 | Hitnotering: 14-09-2019 t/m 29-02-2020 | Hitnotering: 14-09-2019 t/m 29-02-2020 | Hitnotering: 14-09-2019 t/m 29-02-2020 | Hitnotering: 14-09-2019 t/m 29-02-2020 | Hitnotering: 14-09-2019 t/m 29-02-2020 | Hitnotering: 14-09-2019 t/m 29-02-2020 | Hitnotering: 14-09-2019 t/m 29-02-2020 | Hitnotering: 14-09-2019 t/m 29-02-2020 | Hitnotering: 14-09-2019 t/m 29-02-2020 | Hitnotering: 14-09-2019 t/m 29-02-2020 |
| Week:                                  | 1                                      | 2                                      | 3                                      | 4                                      | 5                                      | 6                                      | 7                                      | 8                                      | 9                                      | 10                                     | 11                                     | 12                                     | 13                                     |
| -------------------------------------- | -------------------------------------- | -------------------------------------- | -------------------------------------- | -------------------------------------- | -------------------------------------- | -------------------------------------- | -------------------------------------- | -------------------------------------- | -------------------------------------- | -------------------------------------- | -------------------------------------- | -------------------------------------- | -------------------------------------- |
| Positie:                               | 29                                     | 16                                     | 6                                      | 6                                      | 6                                      | 4                                      | 3                                      | 4                                      | 4                                      | 3                                      | 3                                      | 4                                      | 4                                      |
| Week:                                  | 14                                     | 15                                     | 16                                     | 17                                     | 18                                     | 19                                     | 20                                     | 21                                     | 22                                     | 23                                     | 24                                     | 25                                     |                                        |
| Positie:                               | 4                                      | 4                                      | 6                                      | 6                                      | 8                                      | 10                                     | 12                                     | 17                                     | 22                                     | 26                                     | 34                                     | 39                                     | uit                                    |

### NederlandseSingle Top 100
| Hitnotering: 07-09-2019 t/m 04-07-2020 | Hitnotering: 07-09-2019 t/m 04-07-2020 | Hitnotering: 07-09-2019 t/m 04-07-2020 | Hitnotering: 07-09-2019 t/m 04-07-2020 | Hitnotering: 07-09-2019 t/m 04-07-2020 | Hitnotering: 07-09-2019 t/m 04-07-2020 | Hitnotering: 07-09-2019 t/m 04-07-2020 | Hitnotering: 07-09-2019 t/m 04-07-2020 | Hitnotering: 07-09-2019 t/m 04-07-2020 | Hitnotering: 07-09-2019 t/m 04-07-2020 | Hitnotering: 07-09-2019 t/m 04-07-2020 | Hitnotering: 07-09-2019 t/m 04-07-2020 | Hitnotering: 07-09-2019 t/m 04-07-2020 | Hitnotering: 07-09-2019 t/m 04-07-2020 | Hitnotering: 07-09-2019 t/m 04-07-2020 | Hitnotering: 07-09-2019 t/m 04-07-2020 |
| Week:                                  | 1                                      | 2                                      | 3                                      | 4                                      | 5                                      | 6                                      | 7                                      | 8                                      | 9                                      | 10                                     | 11                                     | 12                                     | 13                                     | 14                                     | 15                                     |
| -------------------------------------- | -------------------------------------- | -------------------------------------- | -------------------------------------- | -------------------------------------- | -------------------------------------- | -------------------------------------- | -------------------------------------- | -------------------------------------- | -------------------------------------- | -------------------------------------- | -------------------------------------- | -------------------------------------- | -------------------------------------- | -------------------------------------- | -------------------------------------- |
| Positie:                               | 32                                     | 9                                      | 12                                     | 14                                     | 13                                     | 6                                      | 4                                      | 6                                      | 7                                      | 7                                      | 6                                      | 7                                      | 7                                      | 8                                      | 9                                      |
| Week:                                  | 16                                     | 17                                     | 18                                     | 19                                     | 20                                     | 21                                     | 22                                     | 23                                     | 24                                     | 25                                     | 26                                     | 27                                     | 28                                     | 29                                     | 30                                     |
| Positie:                               | 12                                     | 22                                     | 9                                      | 10                                     | 14                                     | 17                                     | 18                                     | 17                                     | 18                                     | 20                                     | 21                                     | 36                                     | 40                                     | 45                                     | 54                                     |
| Week:                                  | 31                                     | 32                                     | 33                                     | 34                                     | 35                                     | 36                                     | 37                                     | 38                                     | 39                                     | 40                                     | 41                                     | 42                                     | 43                                     | 44                                     |                                        |
| Positie:                               | 62                                     | 63                                     | 62                                     | 66                                     | 72                                     | 77                                     | 70                                     | 71                                     | 79                                     | 83                                     | 87                                     | 92                                     | 96                                     | 97                                     | uit                                    |

### VlaamseUltratop 50
| Hitnotering: 14-09-2019 t/m 16-05-2020 | Hitnotering: 14-09-2019 t/m 16-05-2020 | Hitnotering: 14-09-2019 t/m 16-05-2020 | Hitnotering: 14-09-2019 t/m 16-05-2020 | Hitnotering: 14-09-2019 t/m 16-05-2020 | Hitnotering: 14-09-2019 t/m 16-05-2020 | Hitnotering: 14-09-2019 t/m 16-05-2020 | Hitnotering: 14-09-2019 t/m 16-05-2020 | Hitnotering: 14-09-2019 t/m 16-05-2020 | Hitnotering: 14-09-2019 t/m 16-05-2020 | Hitnotering: 14-09-2019 t/m 16-05-2020 | Hitnotering: 14-09-2019 t/m 16-05-2020 | Hitnotering: 14-09-2019 t/m 16-05-2020 | Hitnotering: 14-09-2019 t/m 16-05-2020 | Hitnotering: 14-09-2019 t/m 16-05-2020 | Hitnotering: 14-09-2019 t/m 16-05-2020 | Hitnotering: 14-09-2019 t/m 16-05-2020 | Hitnotering: 14-09-2019 t/m 16-05-2020 | Hitnotering: 14-09-2019 t/m 16-05-2020 | Hitnotering: 14-09-2019 t/m 16-05-2020 |
| Week:                                  | 1                                      | 2                                      | 3                                      | 4                                      | 5                                      | 6                                      | 7                                      | 8                                      | 9                                      | 10                                     | 11                                     | 12                                     | 13                                     | 14                                     | 15                                     | 16                                     | 17                                     | 18                                     | 19                                     |
| -------------------------------------- | -------------------------------------- | -------------------------------------- | -------------------------------------- | -------------------------------------- | -------------------------------------- | -------------------------------------- | -------------------------------------- | -------------------------------------- | -------------------------------------- | -------------------------------------- | -------------------------------------- | -------------------------------------- | -------------------------------------- | -------------------------------------- | -------------------------------------- | -------------------------------------- | -------------------------------------- | -------------------------------------- | -------------------------------------- |
| Positie:                               | 49                                     | 33                                     | 33                                     | 28                                     | 24                                     | 13                                     | 11                                     | 7                                      | 5                                      | 8                                      | 8                                      | 10                                     | 6                                      | 10                                     | 8                                      | 9                                      | 8                                      | 7                                      | 13                                     |
| Week:                                  | 20                                     | 21                                     | 22                                     | 23                                     | 24                                     | 25                                     | 26                                     | 27                                     | 28                                     | 29                                     | 30                                     | 31                                     | 32                                     | 33                                     | 34                                     | 35                                     | 36                                     |                                        |                                        |
| Positie:                               | 16                                     | 11                                     | 14                                     | 16                                     | 14                                     | 10                                     | 11                                     | 19                                     | 17                                     | 25                                     | 21                                     | 30                                     | 44                                     | 40                                     | 34                                     | 46                                     | 49                                     | uit                                    |                                        |

### NPO Radio 2 Top 2000
| Nummer met noteringen in de NPO Radio 2 Top 2000 | '20  | '21  | '22  | '23 | '24  |
| ------------------------------------------------ | ---- | ---- | ---- | --- | ---- |
| Circles                                          | 1001 | 1310 | 1392 | 921 | 1425 |

1. ↑  Een vetgedrukt getal geeft de hoogste notering aan.
2. ↑  2020 was het eerste jaar met een notering voor dit nummer.